# Shao Mi
Shao Mi (xinès simplificat: 邵弥; xinès tradicional: 邵彌; pinyin: Shào Mí), conegut també com a Seng Mi i Guachou, fou un pintor, poeta i cal·lígraf xinès que va viure sota la dinastia Ming. Va néixer vers el 1592 a Xangai, província de Jiangsu (encara que altres fonts citen altres llocs com Suzhou), fill d'un metge i va morir vers el 1642. Es té constància que va desenvolupar la seva activitat artística a partir de l'any 1620. Va tenir problemes de salut (no es coneix amb claredat si eren problemes de gola o de ronyó).
Shao va destacar com a pintor de paisatges influït per Ni Zan i Zhao Mengfu. Vinculat al grup conegut com Els Nou Amics de la Pintura. El seu estil mostra una gran llibertat amb el pinzell. Les seves pintures de cares i mans són molt detallades. Aplicava colors de forma lleugera. Les seves obres es troben al Metropolitan Museum of Art de Nova York, al Museu Britànic de Londres, al Museu del Palau de Pequín, al Museu de Xangai i al Museu Nacional del Palau, a Taipei.